# Xanthorhoe cadra
Xanthorhoe cadra là một loài bướm đêm trong họ Geometridae.